# 宮崎町
宮崎町（みやざきちょう）は、かつて宮城県加美郡に2003年（平成15年）まであった町。現在は加美町の一部。

## 地理
- 山：鬢櫛山、箕ノ輪山、宝森、国見山、大倉山、萱森、黒森
- 河川：鳴瀬川、田川、烏川、澄川、二ッ石川
- 湖沼：魚取沼、奇妙沼、独活沼、ウトウ沼、谷地平沼、孫沢溜池、菜切沢溜池、小合堤

## 歴史

### 沿革
- 1889年（明治22年）4月1日 - 町村制施行にともない、宮崎村・北川内村・柳沢村の計3か村が合併して新制の宮崎村が発足。
- 1954年（昭和29年）7月1日 - 賀美石村と合併し、宮崎町が発足。
- 2003年（平成15年）4月1日 - 中新田町・小野田町と合併し、加美町となる。

## 行政
- 歴代町長

初代 - 土田昇（元宮崎村長）

## 地域

### 健康
- 平均年齢:46.5
- 年齢中位数:48.5

（平成12年国勢調査）

### 教育
- 宮崎町立宮崎中学校
- 宮崎町立宮崎小学校
- 宮崎町立旭小学校
- 宮崎町立賀美石小学校

## 交通

### 道路
- 一般国道
  - 国道347号
- 一般地方道
  - 宮城県道159号柳沢中新田線
  - 宮城県道161号鳥屋崎小野田線
  - 宮城県道262号最上小野田線
  - 宮城県道267号鳴子小野田線

## 名所・旧跡・観光スポット・祭事・催事
- 魚取沼（テツギョ生息地）